# Терітека
Терітека (Терітекас) (д/н — 29 до н. е.) — цар (коре) Куша наприкінці I ст. до н. е.

## Життєпис
Ймовірно, син або брат царя Акракамані. Терітека найпевніше є тронним ім'ям. Відомий з двох мероїтських написів у храмі Дакки та на стелі з Мерое. В обох написах він згаданий разом із царицею Аманіреною та Акінідадом. Щодо цього існують різні припущення: Терітека і Аманірена були родичами (братом і сестрою) та водночас подружжям, Акінідад їх син; або Терітека був сином Аманірени, яка здійснювала спочатку регентство, а після смерті Терітеки між 40 та 29 роками до н. е., посіла трон. Акінідад був сином або братом Терітеки. Складність визначення виникає через недостатню можливість розшифрувати мероїтську писемність.
Припускають, що його поховано в піраміді № 2 в Джебель-Баркал. Спадкувала йому Аманірена.